# Eresia encina
Eresia encina är en fjärilsart som beskrevs av Felder 1861. Eresia encina ingår i släktet Eresia och familjen praktfjärilar. Inga underarter finns listade i Catalogue of Life.